# Gemarkung Rehauer Forst
Die Gemarkung Rehauer Forst liegt vollständig auf dem Gemeindegebiet von Rehau im Landkreis Hof (Oberfranken, Bayern). Die Gemarkung hat eine Fläche von 18,237 km² und ist in 196 Flurstücke aufgeteilt, die eine durchschnittliche Fläche von 93048,41 m² haben. Der namensgebende Rehauer Forst liegt nur teilweise in der Gemarkung. Der Rehauer Gemeindeteil Waldhaus liegt in der Gemarkung. Benachbarte Gemarkungen sind Rehau und Draisendorf im Westen, Regnitzlosau und Faßmannsreuth im Norden und Fohrenreuth, Neuhausen und Schönwald im Süden.